# Escola Superior de Criciúma
A Escola Superior de Criciúma, mais conhecida como Esucri é uma instituição de ensino superior localizado no município de Criciúma no estado de Santa Catarina.
A instituição oferece 13 cursos de graduação, além de cursos de pós-graduação (especialização). 

## Ligações Externas
- Site Oficial da Esucri